# Щётка

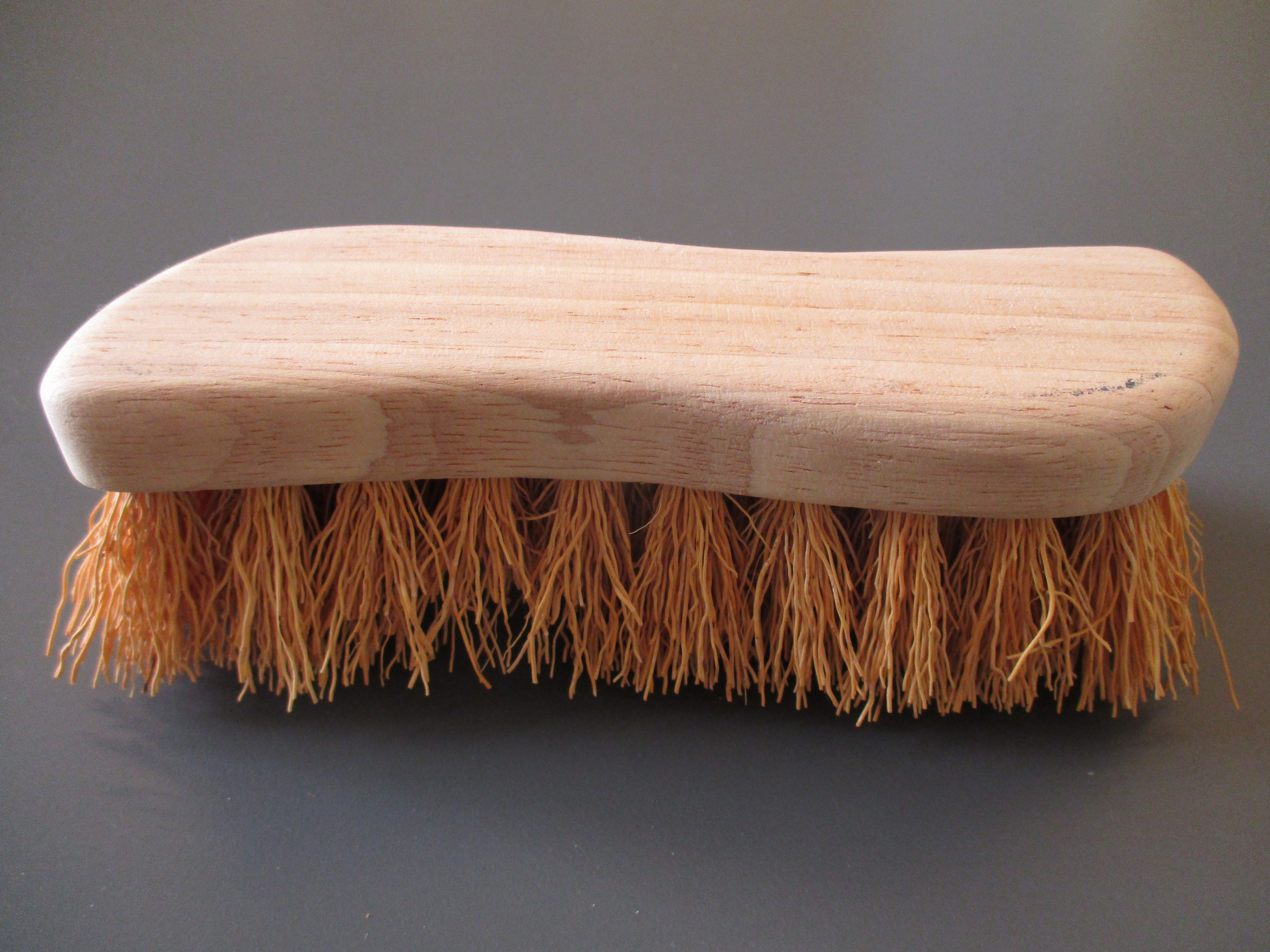
Бытовая щётка

Щётка — щетинно-щёточное изделие, инструмент, состоящий из собранных воедино тонких длинных прутьев (щетины) из упругого материала и ручки (колодки).
Работа инструментом осуществляется путём движения рабочей части щётки по поверхности обрабатываемого материала. В зависимости от поставленных задач материал щетины может иметь различное значение твердости по отношению к твердости обрабатываемого материала.

## Виды щёток
Виды щёток бытового назначения:

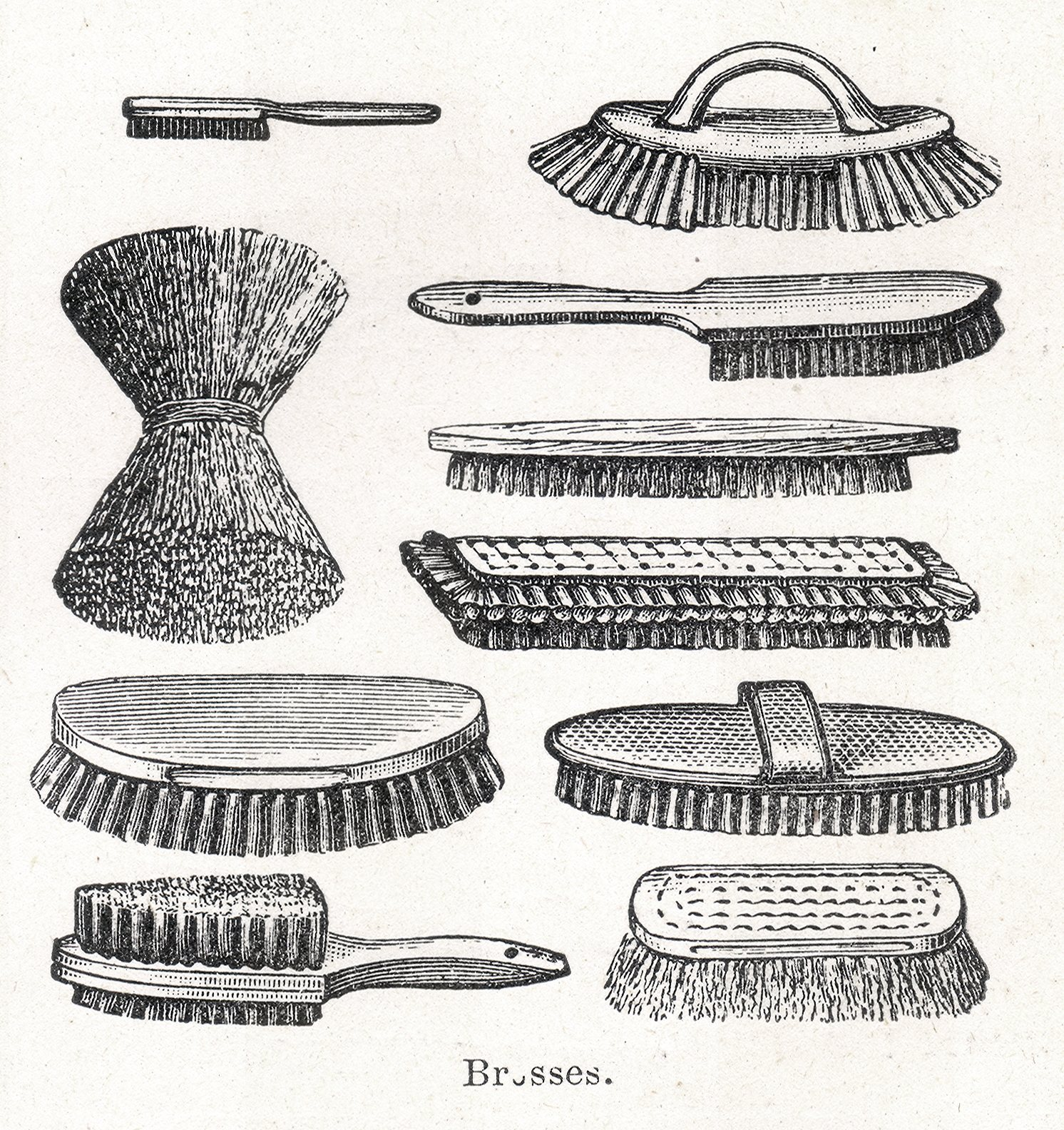
Щётки

- Щётка обувная (глянцевая, для снятия грязи) для взрослых и детей
- Щетки-щиты подножные (щётки-щиты для вытирания обуви)
- Щётка обувная (намазок)
- Щётка обувная (комбинированная)
- Щётка для чистки замшевых и фетровых изделий
- Щётка для подметания пола для взрослых
- Щётка для подметания пола для детей
- Щётка поломойная (палубная)
- Щётка полотерная
- Щётка унитазная
- Щётка-швабра
- Щётка-веник
- Щётка для мытья автомобилей
- Щётка комбинированная для чистки грибов
- Щётка для чистки ковровых изделий
- Щётка тротуарная
- Щётка конская
- Щётка для покраски потолка и стен
- Щётка одёжная, в том числе шляпная для взрослых
- Щётка одёжная, в том числе шляпная для детей
- Щётка одежная карманная
- Щётка туалетная
- Щётка головная
- Щётка столомойная, бельевая
- Щётка для мытья ванн
- Щётка для мытья и чистки посуды
- Щётка для мытья бочек
- Щётка для мытья и чистки овощей
- Щётка для мытья бидонов
- Щётка банная, в том числе банно-массажная
- Щётка для мытья рук медицинская и бытовая
- Щётка косметическая для чистки ногтей
- Щётка косметическая для окраски бровей и ресниц
- Щётка косметическая для окраски волос
- Щётка косметическая — смётка для парикмахерских
- Щётка-расческа
- Щётка для укладки волос
- Щётка-смётка для взрослых
- Щётка-смётка для детей

## Материал изготовления
Колодки, ручки изготавливаются из древесины или из пластмассы; рабочая часть — из натурального волоса (щетины, волокна) или из синтетической щетины или из смеси натурального волоса и синтетической щетины, либо из проволоки.

## Галерея

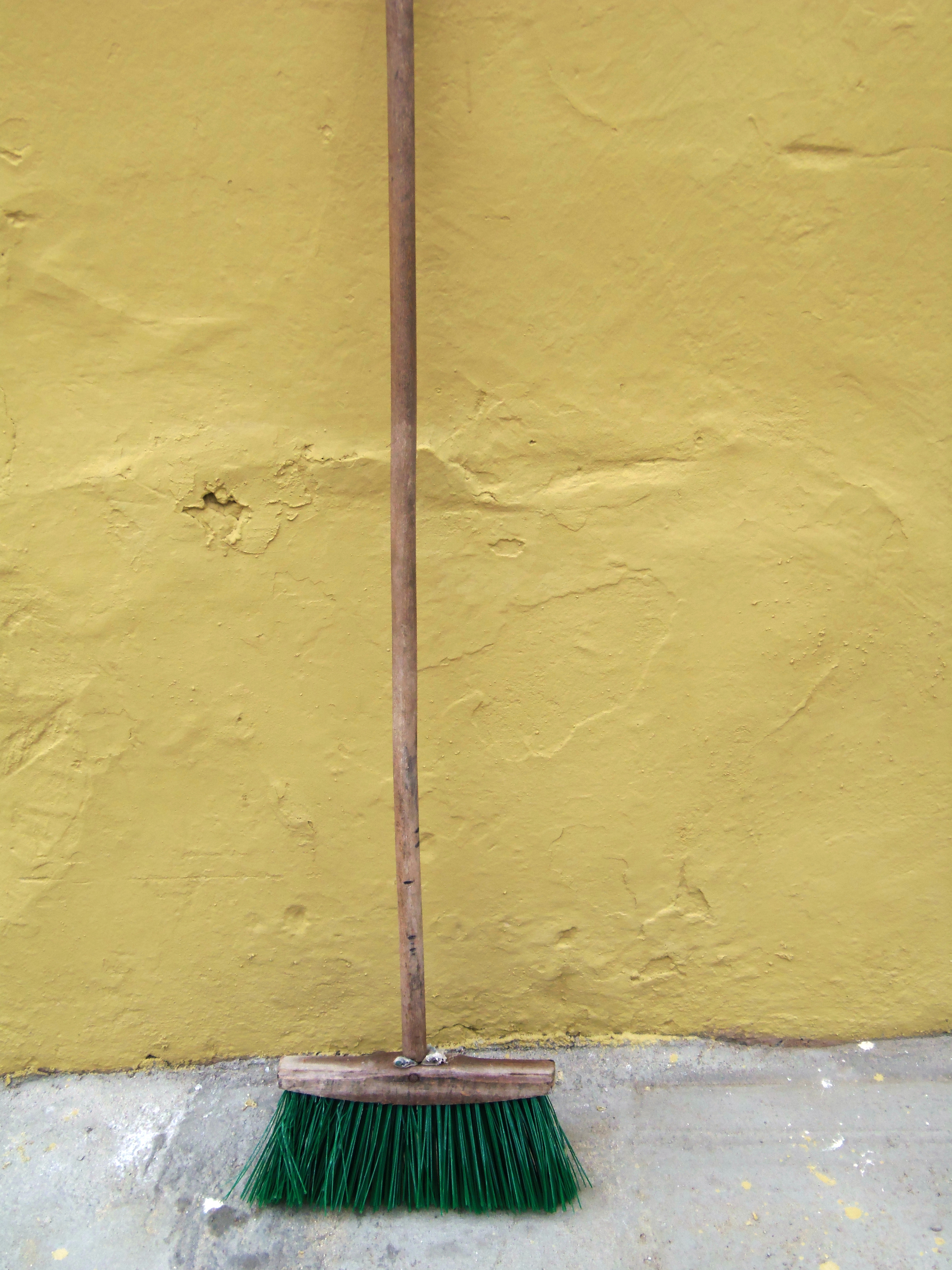
Щётка для подметания помещений
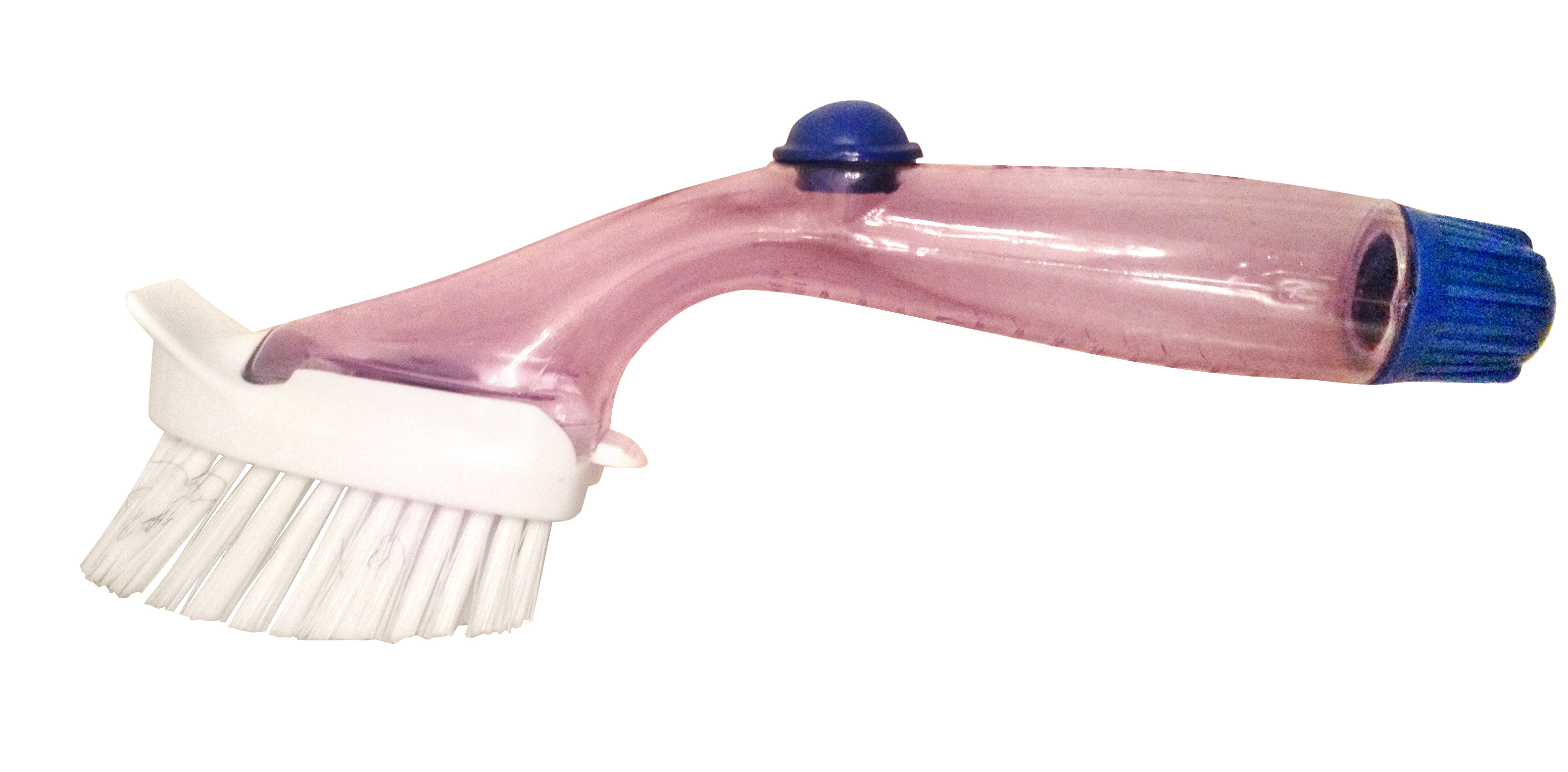
Кухонная душевая насадка-щётка для мытья посуды
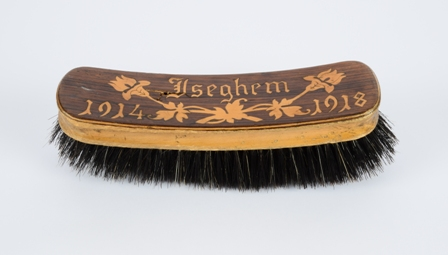
Обувная щётка для чистки и нанесения обувного крема
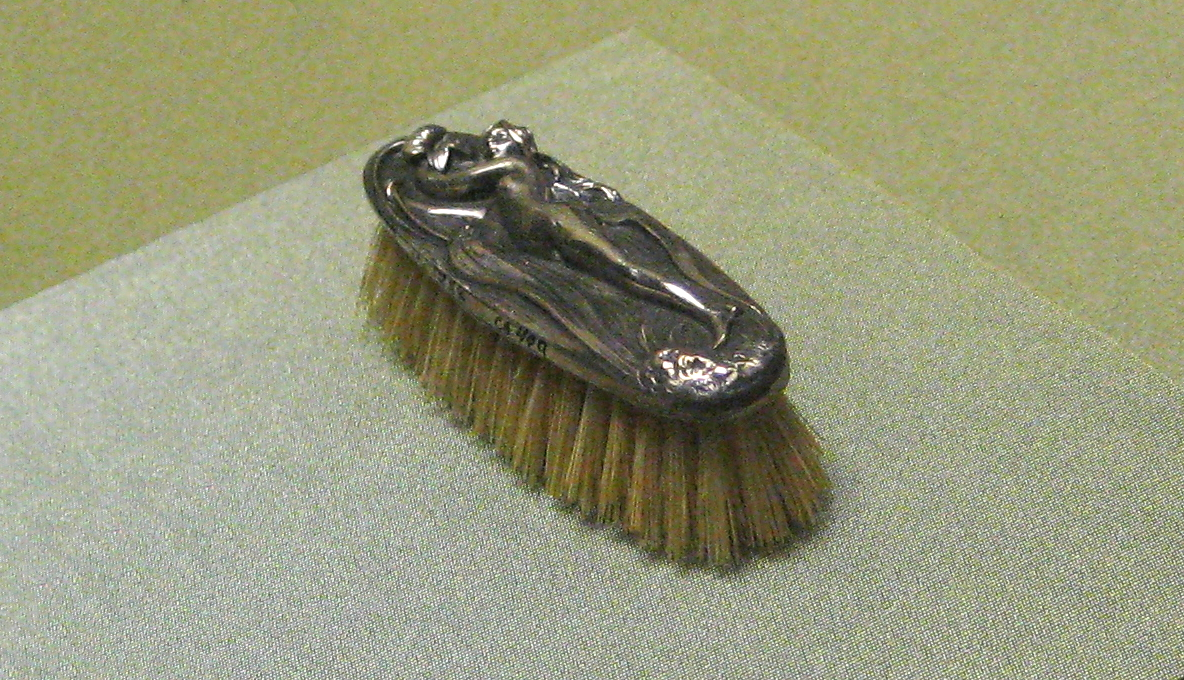
Щётка для усов
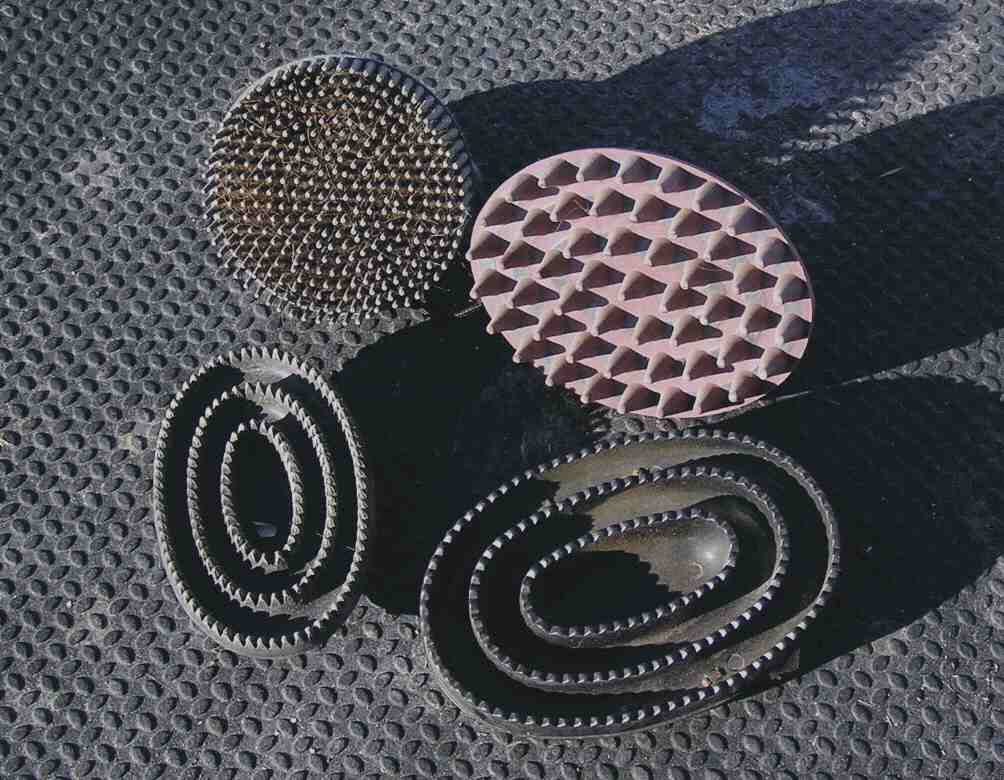
Щётки для расчёсывания шерсти домашних животных (лошадей, коров)
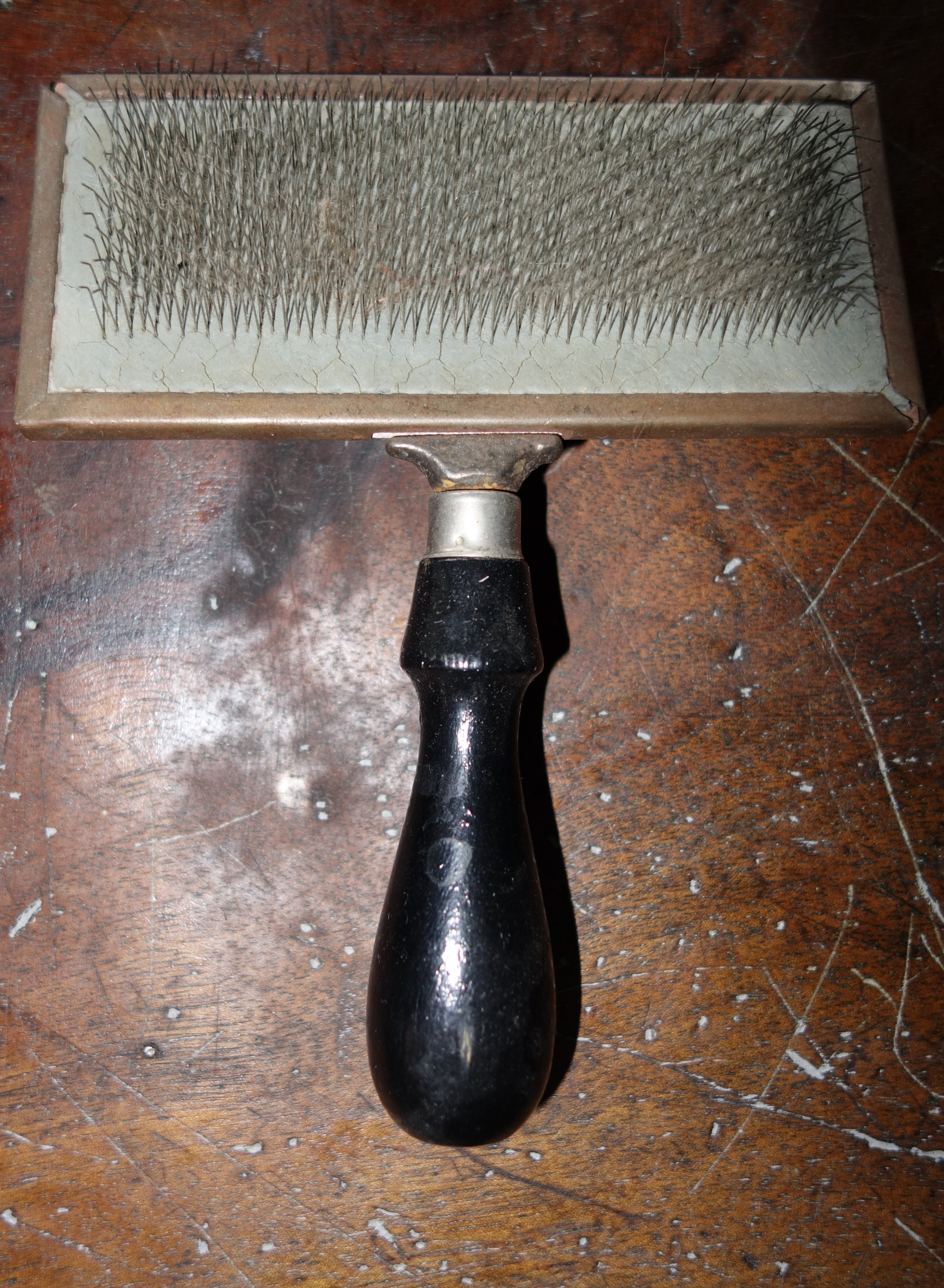
Щётка для вычёсывания стриженной шерсти
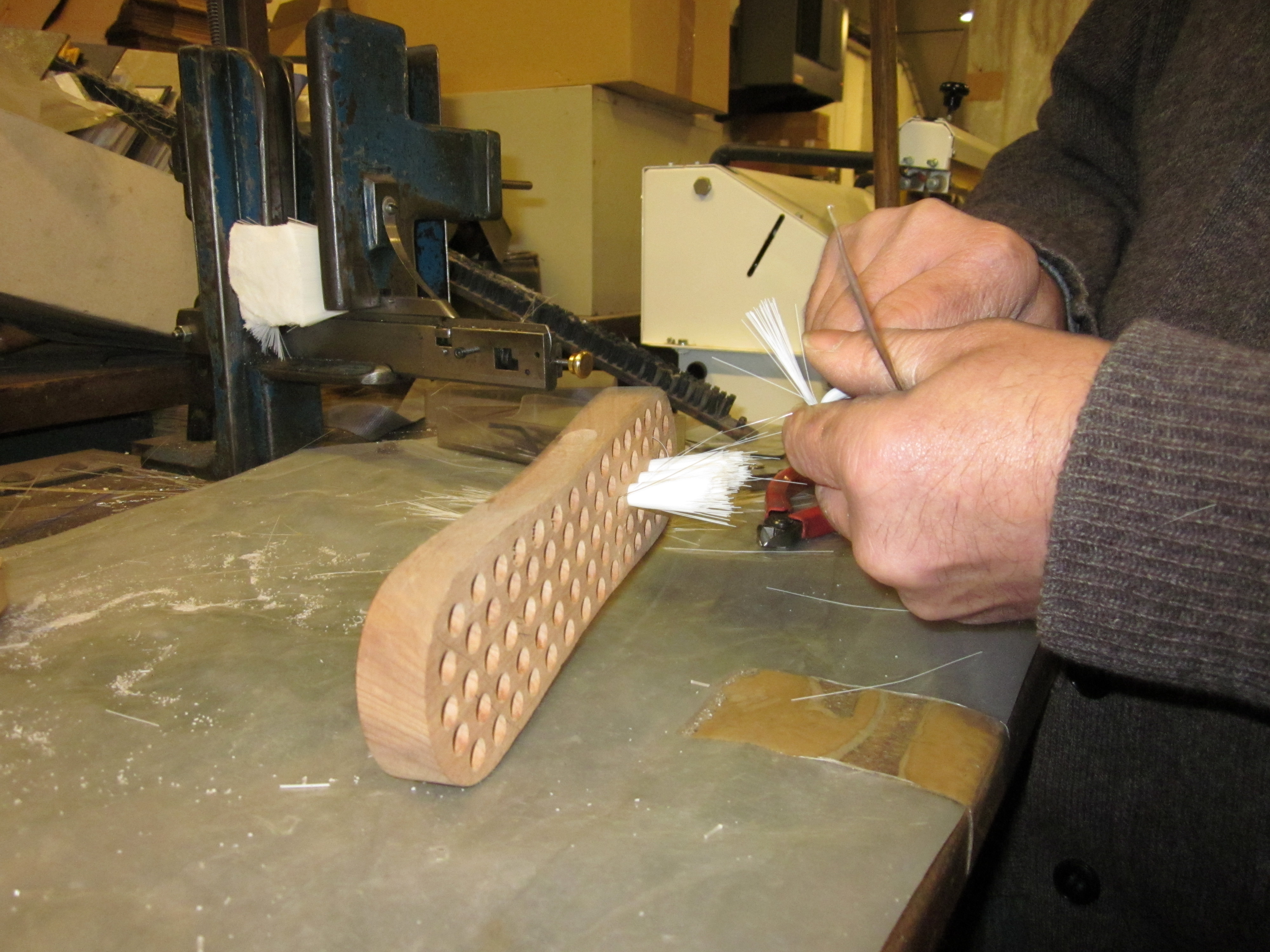
Изготовление одёжной щётки